# Dacelo tyro
Il kookaburra ornato (Dacelo tyro Gray, 1858) è un uccello appartenente alla famiglia Alcedinidae diffuso in Nuova Guinea e Indonesia.

## Descrizione
Il kookaburra ornato misura circa 33 cm di lunghezza. Il piumaggio ha una vistosa colorazione azzurro brillante sulle ali e sulla coda, mentre è bianco su petto, ventre e gola e scuro a macchie bianche sul capo. Le zampe sono piuttosto corte e il becco è robusto.

## Biologia
Si nutre di una grande varietà di insetti (tra cui formiche, coleotteri e fasmidi) e altri invertebrati che solitamente cattura su alberi e cespugli o sul terreno. A volte forma piccoli stormi, e non si può escludere che abbia un sistema sociale complesso con esemplari non coinvolti nella riproduzione che aiutano le coppie nidificanti, analogamente ad alcune specie di Alcedinidi australiani. Il nido è un semplice foro posto a fianco di un termitaio a meno di 5 m di altezza.

## Distribuzione e habitat
La specie è stanziale e vive nelle foreste monsoniche di pianura, nelle macchie, nei boschetti delle savane e ai margini delle paludi. È diffusa nella Nuova Guinea meridionale e nelle Isole Aru.